# Linda
Linda er et pige fornavn. Navnet kan stamme fra træet Lind men det kan også stamme fra det spanske ord linda, der er hunkønsformen af ordet lindo, der betyder "smuk". I Tyskland bruges linde i slutning af navn som for eksempel: Sieglinde og Heidelinde. Andre varianter er: Lynda, Belinda eller Melinda.

## Kendte personer med navnet
- Linda Andrews, færøsk sangerinde.
- Linda Holmer, dansk skuespiller.
- Linda Maria Koldau, tysk akademiker.
- Linda P, dansk komiker.
- Linda Wendel, dansk digter, filminstruktør og manuskriptforfatter.
- Linda Villumsen Serup, new zealandsk cykelrytter af dansk oprindelse